# Megakościół

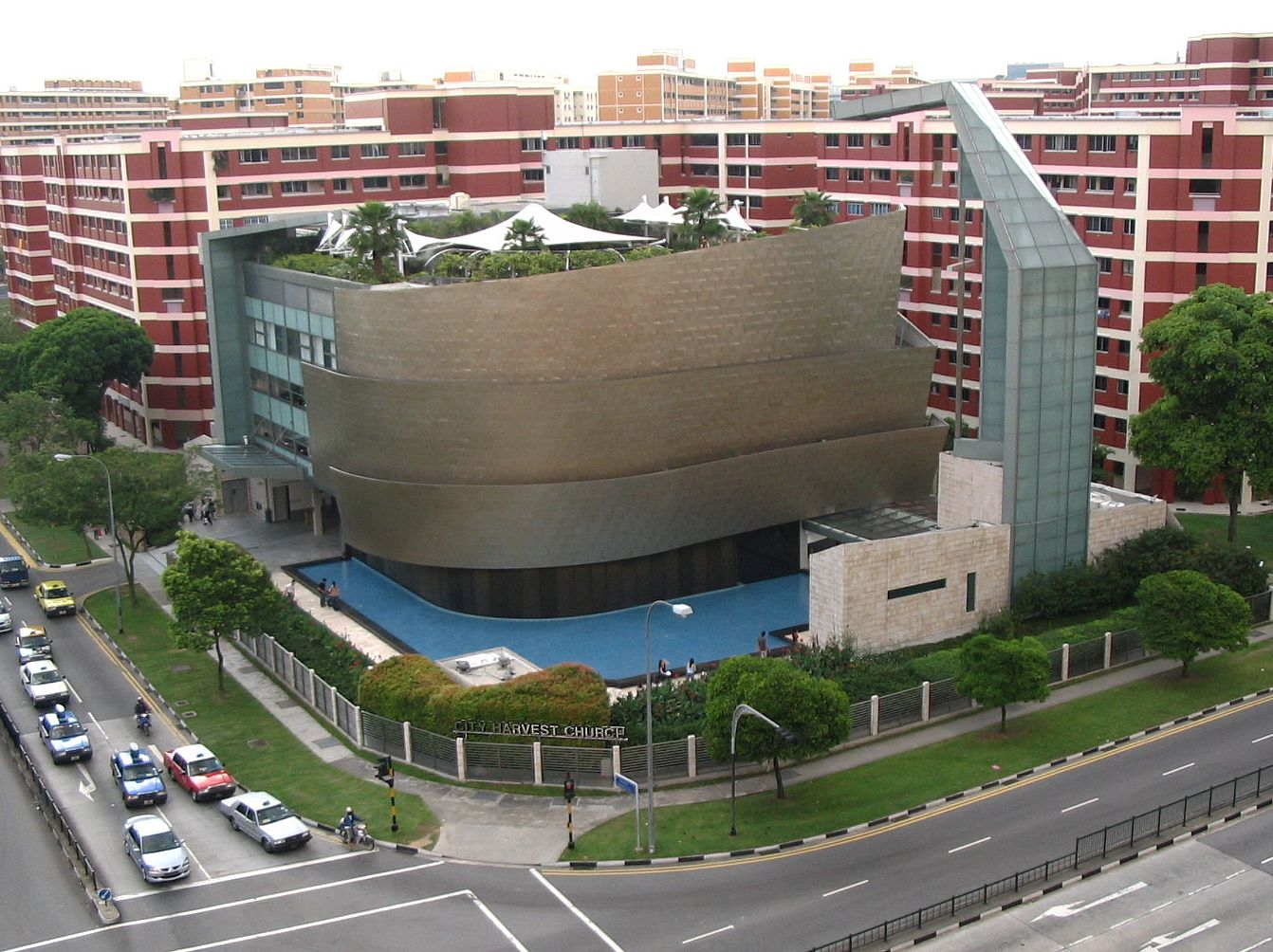
Megakościół „Żniwa miast” jest jednym z 10 megakościołów w Singapurze

Megakościoły (ang. megachurch z gr. μέγας wielki) – zbory protestanckie, które w ciągu tygodniowego cyklu nabożeństw gromadzą ponad 2000 uczestników. Obecnie w Stanach Zjednoczonych istnieje prawie 1400 megakościołów. Z tej liczby, około pięćdziesięciu największych megakościołów zrzesza z osobna od 10 do 47 tys. wyznawców. Najczęściej megakościoły są teologicznie związane z ewangelicznym nurtem protestantyzmu, choć istnieją również megakościoły będące zborami kalwińskimi. Część z nich należy do ruchu kaznodziejów telewizyjnych i teleewangelistów.
Historia megakościołów rozpoczęła się w XX stuleciu, choć już pod koniec XIX wieku w nabożeństwach Baptystycznej Świątyni Metropolitalnej Charlesa Spurgeona (należącej do reformowanych baptystów) w Londynie gromadziło się 5 tysięcy wiernych. Pierwszym megakościołem był Zbór Jeruzalem w Acts, który liczył w latach 50. XX wieku 3 tysiące zborowników. Ruch megakościołów rozprzestrzenił się ostatnimi czasy również poza Stany Zjednoczone i Europę. Obecnie pięć na dziesięć największych megakościołów świata znajduje się w Korei Południowej.
Obecnie największym megakościołem świata jest założony przez Yonggi Cho zielonoświątkowy Kościół Pełnej Ewangelii Yoido w Korei Południowej, liczący ok. 1 miliona zborowników.
Najczęstszym zarzutem stawianym wobec megakościołów jest ten, że gromadzą ludzi z innych kościołów. Krytycy wytykają, że oferują ludziom więcej rozrywki niż religii.
W 3000 katolickich parafii w niedzielnej mszy świętej uczestniczy 2000 lub więcej wiernych, Hartford Institute for Religion Research nie uwzględnił jednak tych parafii w swoim badaniu dotyczącym megakościołów ze względu na ich odmienny charakter i trudności w uzyskaniu danych z diecezji.